# Dziewiętnasty Kneset
Dziewiętnasty Kneset – dziewiętnasta kadencja parlamentu Izraela odbywająca się w latach 2013–2015.
Przedterminowe wybory odbyły się 22 stycznia 2013. Zwyciężyła koalicja Likud-Nasz Dom Izrael. Frekwencja wyborcza wyniosła 67,78%.

## Oficjalne wyniki wyborów

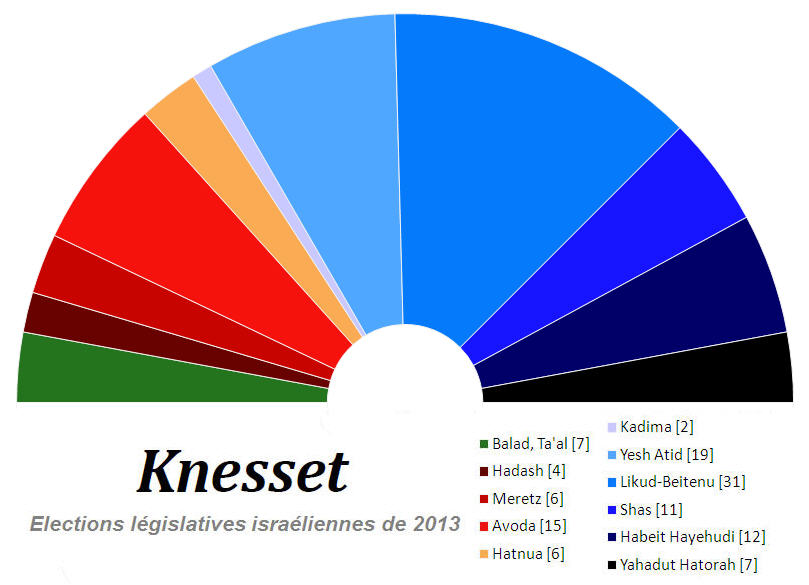
Podział miejsc w dziewiętnastym Knesecie

|  | Partia                                    | Głosy     | Procent | Mandaty | Mandaty |
|  | ----------------------------------------- | --------- | ------- | ------- | ------- |
|  | Likud-Nasz Dom Izrael (Jisra’el Betenu)   | 885 054   | 23,34%  | 31      | -11     |
|  | Jest Przyszłość (Jesz Atid)               | 543 458   | 14,33%  | 19      | +19     |
|  | Izraelska Partia Pracy                    | 432 118   | 11,39%  | 15      | +7      |
|  | Żydowski Dom (Ha-Bajit Ha-Jehudi)         | 345 985   | 9,12%   | 12      | +9      |
|  | Szas                                      | 331 868   | 8,75%   | 11      | +1      |
|  | Zjednoczony Judaizm Tory                  | 195 892   | 5,16%   | 7       | +2      |
|  | Ruch (Ha-Tenu’a)                          | 189 167   | 4,99%   | 6       | +6      |
|  | Merec-Jachad                              | 172 403   | 4,55%   | 6       | +3      |
|  | Zjednoczona Lista Arabska                 | 138 450   | 3,65%   | 4       | 0       |
|  | Hadasz                                    | 113 439   | 2,99%   | 4       | 0       |
|  | Balad                                     | 97 030    | 2,56%   | 3       | 0       |
|  | Kadima                                    | 79 081    | 2,09%   | 2       | -26     |
|  | Otzma LeYisrael                           | 66 775    | 1,76%   | 0       | 0       |
|  | Am Shalem                                 | 45 690    | 1,20%   | 0       | -1      |
|  | Ale Jarok                                 | 43 734    | 1,15%   | 0       | 0       |
|  | Erec Hadasza                              | 28 080    | 0,74%   | 0       | 0       |
|  | Koach Lehaszpia                           | 28 049    | 0,74%   | 0       | 0       |
|  | Ha-Jisra’elim                             | 18 941    | 0,50%   | 0       | 0       |
|  | Ha-Jerukkim                               | 8117      | 0,21%   | 0       | 0       |
|  | Gil                                       | 5975      | 0,16%   | 0       | 0       |
|  | Życie z godnością                         | 3640      | 0,10%   | 0       | 0       |
|  | Organizacja na rzecz Akcji Demokratycznej | 3546      | 0,09%   | 0       | 0       |
|  | Jesteśmy Braćmi                           | 2899      | 0,08%   | 0       | 0       |
|  | Tzedek Hevrati                            | 2877      | 0,08%   | 0       | 0       |
|  | Wszyscy jesteśmy Przyjaciółmi             | 2176      | 0,06%   | 0       | 0       |
|  | Partia Piratów                            | 2076      | 0,05%   | 0       | 0       |
|  | Partia Ekonomiczna                        | 1972      | 0,05%   | 0       | 0       |
|  | Lider                                     | 1352      | 0,04%   | 0       | 0       |
|  | Or                                        | 1027      | 0,03%   | 0       | 0       |
|  | Brit Olam                                 | 761       | 0,02%   | 0       | 0       |
|  | Nadzieja na Zmianę                        | 649       | 0,02%   | 0       | 0       |
|  | Moreshet Avot                             | 461       | 0,01%   | 0       | 0       |
|  | Głosy nieważne                            | 40 904    |         |         |         |
|  | Razem (frekwencja 67,78%)                 | 3 833 646 | 100,00% | 120     |         |

## Posłowie
Posłowie wybrani w wyborach:
| Partia                    | Posłowie |
| ------------------------- | --- |
| Jest Przyszłość           | Ja’ir Lapid, Szaj Piron, Ja’el German, Me’ir Kohen, Ja’akow Peri, Ofer Szelach, Aliza Lawi, Jo’el Razwozow, Adi Koll, Karin Elharrar, Miki Lewi, Szimon Solomon, Rut Calderon, Penina Tamanu-Szata, Rina Frenkel, Jifat Kariw, Dow Lipman, Bo’az Toporowski, Ronen Hoffman,                             |
| Likud                     | Binjamin Netanjahu, Gilad Erdan, Silwan Szalom, Jisra’el Kac, Danny Danon, Mosze Ja’alon, Ze’ew Elkin, Cippi Chotoweli, Jariw Lewin, Juli-Jo’el Edelstein, Chajjim Kac, Miri Regew, Mosze Feiglin, Juwal Steinitz, Cachi Hanegbi, Limor Liwnat, Ofir Akunis, Gila Gamli’el, Re’uwen Riwlin, Gidon Sa’ar |
| Partia Pracy              | Szelli Jachimowicz, Jicchak Herzog, Etan Kabel, Meraw Micha’eli, Jechi’el Bar, Omer Bar-Lew, Setaw Szafir, Awiszaj Brawerman, Erel Margalit, Icik Szmuli, Miki Rosenthal, Michal Biran, Nachman Szaj, Mosze Mizrachi, Binjamin Ben Eli’ezer                                                             |
| Nasz Dom Izrael           | Awigdor Lieberman, Ja’ir Szamir, Uzzi Landau, Sofa Landwer, Jicchak Aharonowicz, Orli Lewi-Abekasis, Faina Kirschenbaum, Dawid Rotem, Robert Ilatow, Hamad Amar, Szimon Ochajon |
| Żydowski Dom              | Naftali Bennett, Uri Ari’el, Nisan Slomi’anski, Eli Ben-Dahan, Ajjelet Szaked, Zewulun Kalfa, Awi Wortzman, Moti Jogew, Orit Struk, Joni Chetbun, Szuli Mu’alem, Uri Orbach |
| Szas                      | Eli Jiszaj, Ari’el Ati’as, Arje Deri, Jicchak Kohen, Meszullam Nahari, Amnon Kohen, Ja’akow Margi, Dawid Azulaj, Jicchak Waknin, Nissim Ze’ew, Awraham Micha’eli |
| Zjednoczony Judaizm Tory  | Ja’akow Litzman, Mosze Gafni, Me’ir Porusz, Uri Maklew, Menachem Eli’ezer Mozes, Jisra’el Eichler, Ja’akow Aszer |
| Ruch                      | Cippi Liwni, Amram Micna, Amir Perec, Elazar Sztern, Me’ir Szitrit, Dawid Cur |
| Merec                     | Zehawa Galon, Ilan Gilon, Niccan Horowic, Michal Rozin, Isawi Furajdż, Tamar Zandberg |
| Zjednoczona Lista Arabska | Ibrahim Sarsur, Ahmad at-Tajjibi, Masud Ghanajim, Taleb Abu Arar |
| Hadasz                    | Muhammad Baraka, Hana Sweid, Dow Chenin, Afu Agbaria |
| Balad                     | Dżamal Zahalika, Hanin Zubi, Basil Ghattas |
| Kadima                    | Sza’ul Mofaz, Jisra’el Chason |

### Zmiany
Zmiany w trakcie kadencji:
| Następca        | Poprzednik            | Partia                | Data             |
| --------------- | --------------------- | --------------------- | ---------------- |
| Karmel Szama    | Re’uwen Riwlin        | Likud                 | 10 czerwca 2014  |
| Jo’aw Ben Cur   | Ari’el Ati’as         | Szas                  | 22 czerwca 2014  |
| Aleks Miller    | Karmel Szama          | Nasz Dom Izrael/Likud | 6 sierpnia 2014  |
| Leon Litinecki  | Gidon Sa’ar           | Nasz Dom Izrael/Likud | 5 listopada 2014 |
| Raleb Madżadele | Binjamin Ben Eli’ezer | Partia Pracy          | 14 grudnia 2014  |
| Juwal Celner    | Jisra’el Chason       | Kadima                | 18 grudnia 2014  |
| Li’or Edri      | Arje Deri             | Szas                  | 1 stycznia 2015  |
| Hillel Horowic  | Uri Orbach            | Żydowski Dom          | 16 lutego 2015   |